# Ritratto di Alfonso I d'Este
Il Ritratto di Alfonso I d'Este è un dipinto a olio su tela di Tiziano, databile al 1523 circa e oggi perduto.

## Storia e descrizione
L'opera venne realizzata in pendant con il Ritratto di Laura Dianti verso il 1523. Vasari lo vide e venne ammirato da Michelangelo, quando visitò Ferrara nel 1529. Più tardi il dipinto venne donato a Carlo V, che lo tenne per un po' a Bologna, prima di portarlo in Spagna. Qui è ricordato negli inventari del Real Alcázar di Madrid del 1666 e del 1686, ma scomparve poi da quelli settecenteschi. Probabilmente andò distrutto nell'incendio dell'Alcázar del 1734.
Ne esiste una copia di Rubens e una di buona fattura nel Metropolitan Museum di New York, già nelle collezioni della contessa di Vogüe Commarin a Digione. Antica è anche la copia nello Statens Museum for Kunst di Copenaghen, che descrive solo la testa e le spalle.
Il duca scelse di farsi ritrarre con il braccio destro posato sulla volata un cannone, mentre la mano sinistra tiene l'elsa della spada, a sottolineare la sua attitudine guerresca, soprattutto in un periodo di tensioni con il papato. Sicuramente Dosso Dossi tenne a mente il dipinto di Tiziano quando ritrasse il duca, con una posa del tutto analoga, appoggiato a un cannone.